# Pentewan Valley
Pentewan Valley est une paroisse civile des Cornouailles, en Angleterre.